# Oliver Franck

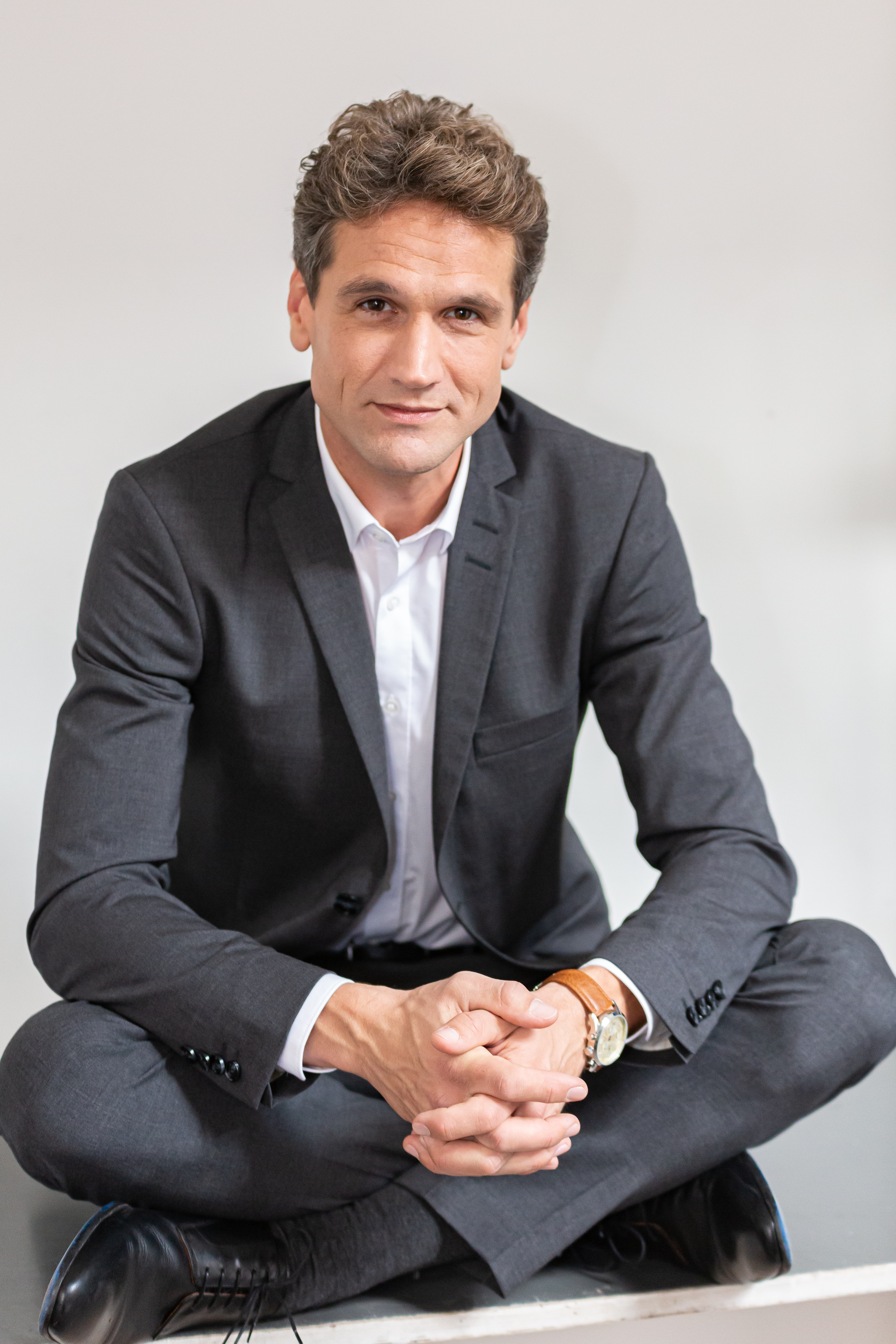
Oliver Franck (2018)

Oliver Franck (* 4. Mai 1975 in Hamburg) ist ein deutscher Schauspieler.

## Leben
Oliver Franck besuchte von 1997 bis 2000 die Schule für Schauspiel Hamburg und schloss diese 2000 mit der Bühnenreife ab. Neben diversen Engagements an verschiedenen Theatern (hauptsächlich in Hamburg und Bremen) und Werbeauftritten ist Franck vor allem als Schauspieler bekannt. Von 2012 bis 2016 besetzte er eine der Hauptrollen in der ARD-Vorabendserie Heiter bis tödlich: Akte Ex. 2017 stieg er in die RTL-Serie Gute Zeiten, schlechte Zeiten ein und verkörperte den Martin Ahrens.

## Filmografie (Auswahl)
- 1998: Alles wegen Mama
- 1999: St. Angela, Episodenhauptrolle
- 2001: Einsatz in Hamburg
- 2007: Da kommt Kalle
- 2009: Das Traumschiff (Fernsehserie, Folge Emirate)
- 2009: Notruf Hafenkante (Fernsehserie, Folge Gefährlicher Chat)
- 2009: Alles was zählt (Fernsehserie)
- 2011: Küstenwache
- 2011: In aller Freundschaft
- 2012–2016: Heiter bis tödlich: Akte Ex
- 2013: In aller Freundschaft: Bis zur letzten Sekunde (Fernsehfilm)
- 2013: Dunkler Wald (Kurzfilm)
- 2015: Inga Lindström: Gretas Hochzeit
- 2016, 2021: Rosamunde Pilcher: Haustausch mit Hindernissen, Wie verhext
- 2017–2018, 2022, 2023: Gute Zeiten, schlechte Zeiten (Fernsehserie)
- 2019: Alarm für Cobra 11: Die Liste
- 2019, 2020: Rote Rosen (Telenovela)
- 2019–2020: Nachtschwestern (Fernsehserie)
- 2022: SOKO Wismar (Fernsehserie)
- seit 2023: Die Landarztpraxis (Fernsehserie)